# Ogni giorno di più (Gianluca Capozzi)
Ogni giorno di più è il quarto album del cantante italiano Gianluca Capozzi, lavoro discografico pubblicato nel 2000.

## Tracce
1. Ti amo – 4:40
2. Fotografie – 5:16
3. Mai – 4:09
4. Chi sa – 4:24
5. Sole e mare – 4:37
6. Non lasciarmi mai più – 4:37
7. Ti amo (versione italiana) – 4:40
8. Ogni giorno di più – 4:30
9. Quando t'annammure – 5:07
10. Se perdessi te – 4:30
11. Il mare e la luna – 4:43
12. Frammenti – 4:13

## Formazione
- Gianluca Capozzi - voce
- Massimiliano Capozzi - tastiera, pianoforte
- Maurizio Fiordiliso - chitarra
- Vittorio Riva - batteria
- Sasà Federici - percussioni
- Roberto D'Aquino - basso elettrico
- Lina Sorrentino - voce femminile
- Sofia Baccini - voce femminile
- Nello Cristadoro - voce maschile
- Ciro Barbato - direzione archi